# 洪湖镇
洪湖镇，是中华人民共和国重庆市长寿区下辖的一个乡镇级行政单位。

## 行政区划
洪湖镇下辖以下地区：
凤凰村、表耳村、永顺村、普兴村、坪滩村、称沱村、梯子村、草堰村、码头村、芦池村、黑岩村、三合村、五龙村和长生村。